# جوآن کوران
جوآن الیزابت کورران (۲۶ فوریه ۱۹۱۶–۱۰ فوریه ۱۹۹۹) دانشمند ولزی بود که در جنگ جهانی دوم نقش مهمی در توسعه رادار و جنگ‌افزار هسته‌ای ایفا کرد. او خاشه، یک روش ضد اندازه‌گیری رادار را اختراع کرد که تلفات در میان خدمه بمب‌افکن متفقین، کاهش یافت. او همچنین در توسعه فیوز مجاورت و فرایند جداسازی ایزوتوپ الکترومغناطیسی برای بمب اتمی کار کرده‌است.

## اوایل زندگی
کورران متولد ۲۶ فوریه ۱۹۱۶ در سوانزی، ولز، دختر یک عینک‌سازی، چارلز ویلیام استروزز، و مارگارت بئاتریس است. او در دبیرستان دخترانه سوانزی تحصیل کرد و در سال ۱۹۳۴ بورس تحصیلی آزاد به کالج Newnham، دانشگاه کمبریج را بدست آورد. در سال ۱۹۳۵، برای اولین بار در مسابقات قایقرانی زنان مقابل دانشگاه آکسفورد شرکت کرد. او دارای مدرک افتخاری در فیزیک است، در دهه هفتاد، در سال ۱۹۸۷، از وی با مدرک افتخاری دکترای حقوق توسط دانشگاه استرثکلاید تقدیر شد.